# Комушеваць
45°47′ пн. ш. 16°38′ сх. д. / 45.78° пн. ш. 16.63° сх. д.
Комушеваць (хорв. Komuševac) — населений пункт у Хорватії, у Б'єловарсько-Білогорській жупанії у складі міста Чазма.

## Населення
Населення за даними перепису 2011 року становило 175 осіб.
Динаміка чисельності населення поселення: